# Pulau Mega
Pulau Mega är en ö i Indonesien. Den ligger i den västra delen av landet, 700 km väster om huvudstaden Jakarta.